# ÷ (album)
÷ (czyt. Divide, /dɪˈvaɪd/) – trzeci studyjny album Eda Sheerana. Światowa premiera albumu odbyła się 3 marca 2017 roku. W dniu premiery album ukazał się w czterech wersjach: Deluxe Vinyl Boxset, Vinyl, Deluxe i Standard. Wersja Standard zawiera 12 utworów, pozostałe – 16.
Producentem jest sam Sheeran we współpracy z Bennym Blanco, z którym pracował także przy poprzednim albumie. Sheeran podjął się współpracy także z Johnnym McDaidem, Mikiem Elizondo i Steve’em Maca.
Nagrania odbyły się w Los Angeles, Londynie, Suffolk oraz na transatlantyckim liniowcu „RMS Queen Mary 2”.
Autorem okładki jest Ed Sheeran.
Album zdobył nominację do Mercury Prize 2017.
W Polsce płyta uzyskała status diamentowej.

## Single
Nowy album promują trzy single. Pierwszy i drugi singiel, czyli „Shape Of You” i „Castle On The Hill” miały swoją premierę 5 stycznia 2017 roku. Trzeci singiel natomiast ukazał się w dniu urodzin piosenkarza, tj. 17 lutego 2017 roku, nosi tytuł „How Would You Feel (Paean)”.

## Lista utworów
Autorem wszystkich utworów jest sam Ed Sheeran.
| Nr  | Tytuł                            | Czas |
| --- | -------------------------------- | ---- |
| 1.  | „Eraser”                         | 3:47 |
| 2.  | „Castle on the Hill”             | 4:48 |
| 3.  | „Dive”                           | 3:58 |
| 4.  | „Shape of You”                   | 4:23 |
| 5.  | „Perfect”                        | 4:23 |
| 6.  | „Galway Girl”                    | 2:51 |
| 7.  | „Happier”                        | 3:28 |
| 8.  | „New Man”                        | 3:09 |
| 9.  | „Hearts Don’t Break Around Here” | 4:08 |
| 10. | „What Do I Know?”                | 3:57 |
| 11. | „How Would You Feel (Paean)”     | 4:40 |
| 12. | „Supermarket Flowers”            | 3:41 |
| 13. | „Barcelona”                      | 3:11 |
| 14. | „Bibia Be Ye Ye”                 | 2:57 |
| 15. | „Nancy Mulligan”                 | 3:00 |
| 16. | „Save Myself”                    | 4:07 |

## Certyfikat
| Polska (ZPAV) | Certyfikat       | Sprzedaż |
| ------------- | ---------------- | -------- |
| Polska (ZPAV) | diamentowa płyta | 100 000+ |